# Goomer (película)
Goomer es una película cómica de animación española de 1999 dirigida por José Luis Feito y Carlos Varela, y basada en la historieta homónima de Ricardo y Nacho. El guion fue adaptado por Gregorio Muro, Pedro Rivero y Joanes Urkixo.

## Argumento
La película empieza en un tiempo futuro en el que Goomer (Jordi Estadella), un aerotransportista espacial le encomiendan la misión de buscar un planeta con indicios de vida, lo cual él interpreta como una oportunidad de hacerse famoso y lucrarse al ser el primer hombre que encuentra vida inteligente fuera de la Tierra. Casualmente tanto él como su compañero cibernético Ovomorphus (Roger Pera), en el momento de un alunizaje de emergencia, aterrizan en una fiesta celebrada por el alienígena y productor de televisión Rip Goldman (Juan Muñoz). Mientras tanto, la nave sufre daños debido a la brusca caída.
Sin embargo la impresión que da al pisar tierra firme no resulta ser buena y enseguida se mete en problemas con dos seguratas hasta que interviene Op (José Mota), un relaciones públicas que no tarda en trazar una amistad con el humano. A la mañana siguiente, acaba de manera inexplicable en la suite de un hotel en el que Op se encargó de alojarle tras perder el conocimiento por una bebida compuesta por cianuro.
Mientras pregunta por el gobernador del planeta para hablar de negocios, decide aprovechar su estancia para ir de ligue, por lo que Op llama a dos amigas: Elma y Lisa (Carmen Alarcón y Núria Domènech) con las que quedan en un parque para una romántica velada, sin embargo queda horrorizado cuando descubre que las dos son alienígenas. Tras llevarse una decepción, decide abandonar el planeta cuanto antes, pero se lleva la sorpresa de que la nave ha desaparecido y no hay posibilidades de huir, por otro lado Elma intenta seducir al humano.
Cuando a la mañana siguiente su amigo le visita al hotel, le informa de que Goldman quiere entrevistarle, enseguida a Goomer se le presenta la oportunidad de pedir ayuda para encontrar la nave hasta que Op le dice que está a punto de conocer al presidente del planeta, por lo que descarta la huida y vuelve a centrarse en su objetivo lucrativo, sin embargo, aparte de dar mala imagen de la humanidad, comete un traspiés al atacar al Ministro de Asuntos Extraplanetarios tras confundirlo con una langosta debido a su semejanza. Tras el desastre de la entrevista, no le queda más opción que seguir saliendo con Elma y Lisa aunque por vez primera no se encuentra tan distante.
Sin embargo, sigue preocupado por el paradero de su nave hasta que descubre mediante una película "estilo" E.T que su vehículo se lo ha robado Ovomorphus con el pretexto de triunfar como actor. Después de presentarse en los estudios de rodaje con Velma y alegar ser el propietario legal, les exigen que les devuelva el medio de transporte. No contento con recuperar la nave, se enfrenta a Goldman hasta que Velma decide ocuparse por su cuenta después de una mala pasada que le hizo cuando era joven, por otro lado, Goomer vende a Ovomorphus por 200 dólares en una tienda de empeño como venganza y así conseguir dinero, sin embargo descubre que le necesita para volver a casa.
A pesar del incidente, Ovomorphus llama al cabo de unos días a Elma anunciando que Goomer tiene pensado largarse en la nave una vez esté arreglada y le pide que se persone en el lugar. Por otro lado Op vuelve a visitar a Goomer para reprocharle su actitud egoísta hacía Elma. No obstante, los dos van a la nave a buscar aparatos que vender para recuperar a Ovomorphus sin saber que ha conseguido escapar al mismo tiempo que tres críos se cuelan dentro y empiezan a hacer de las suyas hasta que finalmente consiguen destrozar la nave al completo.
Finalmente, decide aceptar su destino y se queda en el planeta con Elma, quien ya empezaba a sentirse desengañada hasta que se reconcilia con ella.

## Reparto
- Jordi Estadella es Goomer.
- José Mota es Op/Recepcionista de hotel.
- Juan Muñoz es Rip Goldman/Presidente/Juez.
- Carmen Alarcón es Elma.
- Núria Domènech es Lisa.
- Roger Pera es Ovomorphus.

## Recepción
- Premio Goya Única película de animación nominada ese año.

Mejor película de animación (1999)